# シークレット・ファミリー
『シークレット・ファミリー』（英語: Secret Family、朝鮮語: 패밀리）は、2023年4月17日から5月23日までtvNで放送された韓国のテレビドラマ。国家情報院要員とその妻が繰り広げるホームコメディアクション。主演のチャン・ヒョクとチャン・ナラは『運命のように君を愛してる』以来、9年ぶりの共演となる。日本ではディズニープラスで配信されている。

## あらすじ
表の顔は貿易会社の部長で裏の顔は国家情報院要員のクォン・ドフン（チャン・ヒョク）は、妻のカン・ユラ（チャン・ナラ）に裏の顔を隠している。ドフンは結婚10年記念でタイ旅行へ行く予定だったが、オ部長（チェ・ジョンアン）に仕事の命令を受け、ユラを1人旅行に行かせてしまう。順風満帆な家庭を夢見たユラは怒り心頭で、オ部長に連絡をする。ドフンの母の一周忌に時間に間に合わせる約束をしたドフンは遅刻したことでユラを怒らせる。花束を持ってドフン宅へとやってきたオ部長は意外にも美人で…。

## キャスト

### 主要人物
- クォン・ドフン：チャン・ヒョク

43歳。普段は貿易会社社員として潜伏する国家情報院要員。家庭では恐妻家として、良い父を演じている。
- カン・ユラ：チャン・ナラ

37歳。ドフンの妻。いつも行方を暗ませるドフンの代わりに一家の大黒柱として家事を支えている。ドフンにある秘密を抱えているが…。
- オ・チョンリョン（オ部長）：チェ・ジョンアン

43歳。国家情報院要員でドフンの上司。
- チョ・テグ：キム・ナムヒ

39歳。クォン家を訪れた謎の訪問客。

### ドフンの家族
- クォン・ウンス：イ・スンジェ

80歳。ドフンの父。妻亡き後も豊かに過ごしている。
- クォン・ミンソ：シン・スア

8歳。ドフンとユラの娘。
- クォン・ジフン：キム・ガンミン

28歳。ドフンの弟。ニート。
- イ・ミリム：ユン・サンジョン

26歳。ジフンの妻。

### 特別出演
- ク・インボ：チュ・ソンフン[3]

ドフンのターゲットとなった日本国籍のスパイ。

## スタッフ
- 演出：チャン・ジョンド、イ・ジョンムク
- 脚本：チョン・ユソン